# Johnstown (Ohio)
Johnstown é uma vila localizada no estado norte-americano de Ohio, no Condado de Licking.

## Demografia
Segundo o censo norte-americano de 2000, a sua população era de 3440 habitantes.
Em 2006, foi estimada uma população de 3957, um aumento de 517 (15.0%).

## Geografia
De acordo com o United States Census Bureau tem uma área de
5,4 km², dos quais 5,4 km² cobertos por terra e 0,0 km² cobertos por água. Johnstown localiza-se a aproximadamente 341 m acima do nível do mar.

## Localidades na vizinhança
O diagrama seguinte representa as localidades num raio de 16 km ao redor de Johnstown.